# 托氏變色麗魚
托氏變色麗魚，又稱非洲蝴蝶慈鯛、湯瑪氏半色鯛，為輻鰭魚綱鱸形目隆頭魚亞目慈鯛科的其中一種。

## 分布
本魚分布西非的獅子山、幾內亞和賴比瑞亞的淡水小溪中。

## 特徵
本魚體質強健，身體底色為金褐色，上面佈滿紫色，腹部顏色較淡，腹側上排列著一排排有彩虹斑點的鱗片。體背上有個不規則的斑紋。體長約在5至7公分。背鰭硬棘14至15枚、背鰭軟條8至10枚、臀鰭硬棘3枚、臀鰭軟條7至9枚。

## 生態
本魚棲息溪流中，肉食性，產卵時較霸道，具有地域性。

## 經濟利用
屬於小型的觀賞魚，性情溫和。